# Jurij Heorhijovics Szjedih
Jurij Heorhijovics Szjedih, ukránul: Юрій Георгійович Сєдих, oroszul: Юрий Георгиевич Седых (Novocserkasszk, 1955. június 11. – 2021. szeptember 14.) olimpiai, világ- és Európa-bajnok szovjet-ukrán atléta, kalapácsvető.

## Pályafutása
1955. június 11-én született Novocserkasszkban. 1967-ben kezdett atletizálni. Első nemzetközi versenye az 1975-ös római universiade volt, ahol bronzérmet szerzett. Az 1976-os montréali olimpián meglepetésre aranyérmet nyert. Az 1978-as prágai Európa-bajnokságon is első helyezett lett. A moszkvai olimpia előtt 1980 tavaszán két világcsúcsot is dobott, amit még az olimpia előtt Szergej Litvinov megdöntött. Az olimpián a döntőben első dobásra 81,80 m-es világcsúcsot dobott, amivel megvédte olimpiai bajnoki címét. Az 1983-as helsinki világbajnokságon Litvinov mögött a második lett. Az 1984-es Los Angeles-i olimpián a szovjet bojkott miatt nem vehetett részt. 
1986. augusztus 30-án Stuttgartban állította fel utolsó világcsúcsát 86,74 m-rel, amely a mai napig érvényben van. Az 1987-es világbajnokságot sérülés miatt kellett kihagynia. Az 1988-as szöuli olimpián Litvinov mögött ezüstérmet szerzett. Az 1991-es tokiói világbajnokságon végül aranyérmet szerzett. 
A Szovjetunió felbomlása után visszavonult a versenyzéstől. Párizsba költözött és edzőként dolgozott Franciaországban és az Egyesült Államokban.

## Családja
Első felesége az olimpia bajnok rövidtávfutó Ljudmila Kondratyjeva volt. Lányuk Okszana (1985) kalapácsvető lett. Négy universiadén vett részt és 2013-ban ezüstérmes lett. 1988-ban feleségül vette az olimpiai bajnok súlylökő Natalja Liszovszkaját. Lányuk Alexia (1993) francia színekben a 2010-es szingapúri ifjúsági olimpiai játékokon aranyérmes lett.

## Sikerei, díjai
- Olimpiai játékok – kalapácsvetés
  - aranyérmes (2): 1976, Montréal, 1980, Moszkva
  - ezüstérmes: 1988, Szöul
- Világbajnokság
  - aranyérmes: 1991, Tokió
  - ezüstérmes: 1983, Helsinki
- Európa-bajnokság – kalapácsvetés
  - aranyérmes (3): 1978, Prága, 1982, Athén, 1986, Stuttgart
- Universiade
  - ezüstérmes (2): 1975, 1977
  - bronzérmes: 1979
- Szovjet bajnokság
  - bajnok (3): 1976, 1978, 1980